# Маткозеро (озеро, Медвежьегорский, Сегежский районы)
Маткозеро — озеро на территории Повенецкого городского поселения Медвежьегорского района и Поповпорожского сельского поселения Сегежского района Республики Карелии.

## Общие сведения
Площадь озера — 45,3 км², площадь водосборного бассейна — 662 км². Располагается на высоте 94,1 метров над уровнем моря.
Форма озера лопастная. Берега изрезанные, каменисто-песчаные, преимущественно возвышенные, местами заболоченные.
Водоём зарегулирован, является частью Выгозерского водохранилища. Через озеро проходит Беломорско-Балтийский канал.
Общая площадь островов — 3 км².
С запада в озеро втекает ручей Чорень, берущий начало из Чорнозера. С юго-востока втекает река Юга.
Код объекта в государственном водном реестре — 02020001311102000006643.